# التقسيم الإداري في ليبيا
التقسيم الإداري لليبيا هي المحافظات والبلديات والمحلات، حالياً المحافظات لم تتكون ولا زالت بعض البلديات في قيد انتخاب مجالسها البلدية.

## التقسيم الإداري
- المحافظة، وهي التقسيم من المستوي الأول لليبيا.
- البلدية، تندرج تحت المحافظة، ويعتبر تقسيم المستوي الثاني، يبلغ عددها 101 بلدية.
- المحلة، وتندرج تحت البلدية، ويعتبر تقسيم المستوي الثالث.

## المحافظات
لا زالت المحافظات لم تتكون، يسمي رئيس المحافظة بالمحافظ، وتتشرف المحافظة على عدد من البلديات وتكون مكلفة بسياسات الوزارات بداخل نطاقها.

## البلديات
يعرف رئيس البلدية بالعميد، والبلدية تختص بالمهام والمسؤوليات المحلية ذات علاقة مباشرة بالإشراف على الأعمال المتعلقة بتقديم الخدمات للمواطنين والمقيمين داخل دائرتها

## المحلات
تتفرع البلديات إلى محلات.
يسمي مسؤول المحلة بمختار المحلة، وبالمناطق النائية يفوض مختار المحلة باختصاصات موسعة تكفيه لإدارة تلك المناطق.

## التاريخ

### في الفترة العثمانية

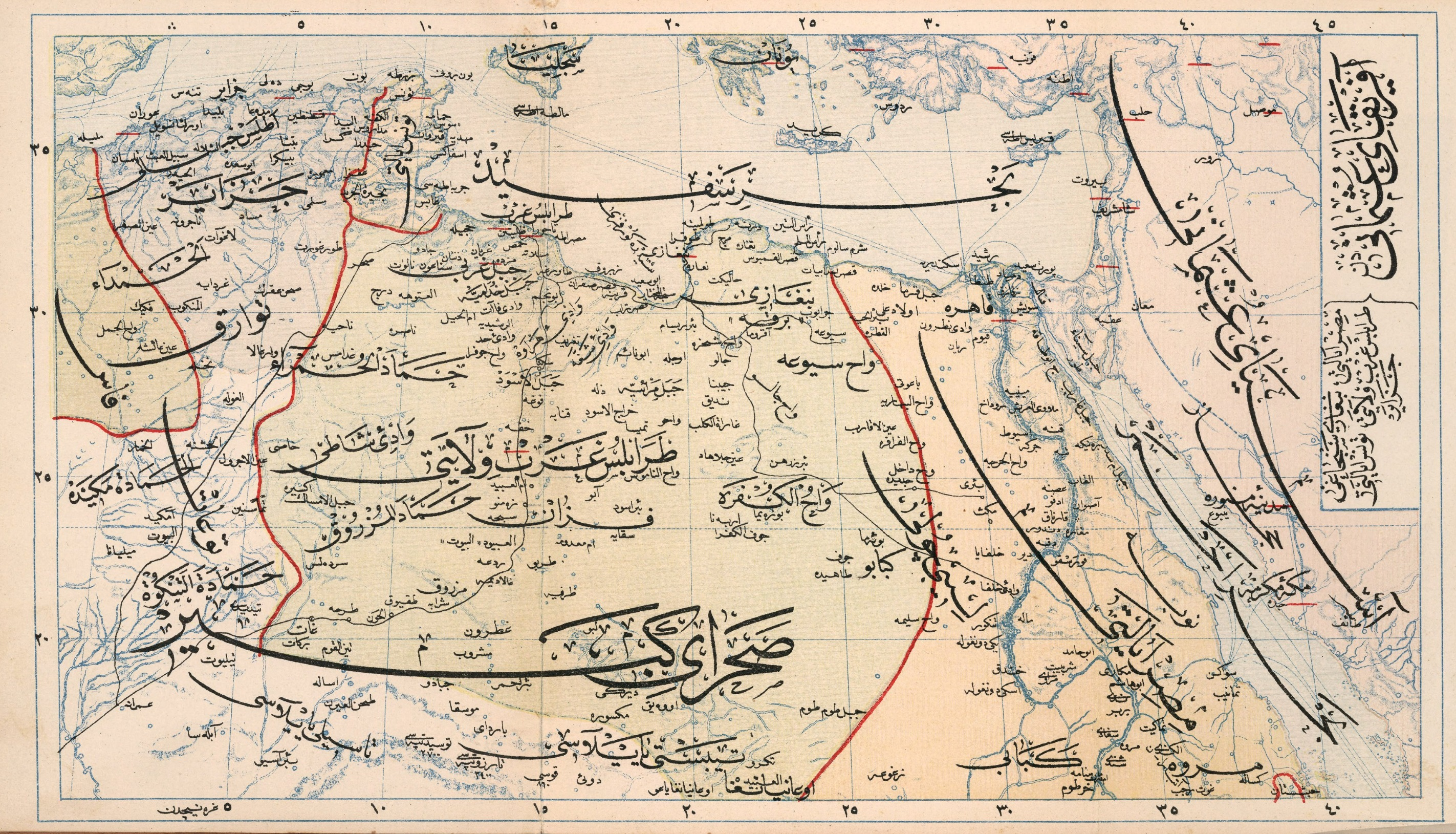
خريطة نشرت عام 1907 توضح ولاية طرابلس الغرب من بين إيالة مصر وإيالة تونس

من عام 1551 حتي 1864 كانت ليبيا تعرف بإيالة طرابلس الغرب
من عام 1864 حتي عام 1911 كانت ليبيا إنذاك تعرف بولاية طرابلس الغرب وأخر تقسيم لها كان 5 سناجق وهي سنجق طرابلس الغرب وسنجق الخمس وسنجق الجبل الغربي وسنجق فزان وسنجق بنغازي وكانت تتفرع إلى قضاءات وبعض القضائات كانت تشمل نواحي.
كان قضاء ورفلة يتبع سنجق الخمس ثم في عام 1883 أصبح تابعاً لسنجق طرابلس الغرب. كانت الجفارة ناحية تتبع قضاء ترهونة فألحقت فيما بعض بقضاء مسلاتة وفي عام 1883 أصبحت تابعة لقضاء طرابلس الغرب كناحية. كانت تاورغاء ناحية تتبع قضاء مصراتة وتحولت فيما بعد إلى تبعية قضاء سرت بسنجق الخمس. كانت غريان قضاء تابع لسنجق الجبل الغربي ثم أصبحت قضاء تابع لسنجق طرابلس الغرب. أنشئت ناحية المزدة في مارس 1851.
كانت جنزور تشكل قضاء تابع لسنجق طرابلس الغرب أما الواحات الغربية كالماية والطويبية إلخ... فكانت تشكل ناحية، وفي عام 1862 حل القضاء وتم تقسيمه إلى ناحية جنزور وناحية العزيزية والتي أنشئت كمشروع لتسكين الجواري (مهاجرين من تونس) وتمت تسميتها بالعزيزية نسبة إلى السلطان عبد العزيز الأول وكانتا تتبعان قضاء طرابلس الغرب وفي عام 1904 تحولت ناحية العزيزية إلى قضاء تابع لسنجق طرابلس الغرب.
كانت العجيلات وزوارة والحوض ملحقات بقضاء الزاوية، وفي عام 1865 أصبحت العجيلات وزوارة ناحيتين تابعتين لقضاء الزاوية، وفي عام 1879 أصبحت العجيلات وزوارة قضائات تابعة لسنجق طرابلس الغرب، أما الحوض فشكلت قضاء في عام 1876 وكانت تشمل نواح الجوش (كانت من ضمن قضاء نالوت) والنوايل وقصر الحاج وشكشوك، وفي سنة 1899 تم تقسيم القضاء، فأعيد الجوش إلى قضاء نالوت وضمت النوايل إلى قضاء زوارة، وألحق قصر الحاج وشكشوك بقضاء فساطو، وظلت منطقة الحوض ناحية تتبع قضاء قصر يفرن.
| أخر تقسيم لولاية طرابلس الغرب | أخر تقسيم لولاية طرابلس الغرب                                       |
| القضاء                        | الناحية                                                             |
| سنجق طرابلس الغرب             | سنجق طرابلس الغرب                                                   |
| ----------------------------- | ------------------------------------------------------------------- |
| طرابلس الغرب                  | تاجوراء، الجفارة، جنزور                                             |
| النواحي الأربعة               | المنشية، الساحل، العلاونة، الرقيعات                                 |
| غريان                         |                                                                     |
| ورفلة                         |                                                                     |
| ترهونة                        |                                                                     |
| الزاوية                       |                                                                     |
| زوارة                         |                                                                     |
| العزيزية                      |                                                                     |
| العجيلات                      |                                                                     |
| سنجق الخمس                    |                                                                     |
| الخمس                         |                                                                     |
| مصراتة                        |                                                                     |
| زليتن                         |                                                                     |
| مسلاتة                        |                                                                     |
| سرت                           | تاورغاء                                                             |
| سنجق الجبل الغربي             |                                                                     |
| قصر يفرن                      | الحوض، ككلة، مزدة                                                   |
| غدامس                         |                                                                     |
| نالوت                         |                                                                     |
| فساطو                         |                                                                     |
| سنجق فزان                     |                                                                     |
| مرزق                          | سبها، سمنو، هون، زلة، القطرون، الوادي الشرقي، الوادي الغربي، الجفرة |
| سوكنة                         |                                                                     |
| وادي الشاطيء                  |                                                                     |
| غات                           |                                                                     |
| سنجق بنغازي                   |                                                                     |
| بنغازي                        | البراعصة، أجدابيا، سلوق، قمينس، برسيس                               |
| درنة                          | طبرق، البمبة، القبة                                                 |
| المرج                         | الحاسة، الدرساء                                                     |
| واحة جالو                     |                                                                     |

### الحقبة الاستعمارية الإيطالية
مع بداية الحرب العثمانية الإيطالية، ليبيا في عام 1912 كانت تدار كوحدة إدارية واحدة مسماه ب«شمال أفريقيا الإيطالية»، وبعد ذلك من عام 1927-1934 قسمت المستعمرة إلى قسمين كان يدير كل واحد منها حاكم إيطالي وهي القورينائية الإيطالية وتريبوليتانا الإيطالية.
تخلت فرنسا عن بعض أراضيها في مستعمرتها الجزائرية في 12-9-1919 لإيطاليا، تنازلت السودان الإنجليزي المصري عن بعض الأراضي عام 1919 لإيطاليا، تنازلت المملكة المصرية عن أراض لإيطاليا في عام 1926 والذي يتبع بشكل وثيق خط الطول 25° درجة شرقاً.
في عام 1934 اعتمدت إيطاليا اسم «ليبيا الإيطالية» كإسم رسمي للمستعمرة وكانت تنقسم إدارياً إلى 3 أقاليم وهي برقة وطرابلس وفزان، في عام 1937 قسم إقليم برقة إلى إقليم بنغازي وإقليم درنة أما إقليم طرابلس فقسم إلى إقليم طرابلس وإقليم مصراتة.
الصحراء الليبية كانت مقسمة إلى أربع مناطق عسكرية تدار من الواحات الصحراوية غات، براك، مرزق، هون.
في عام 1935 تنازلت فرنسا عن قطاع أوزو لإيطاليا ليصبح تحت إدارتها وذلك ضمن معاهدة موسوليني-لاڤال.

### أثناء الحرب العالمية الثانية
بعد انتصارات 1943 بحملة الصحراء الغربية، قامت بريطانيا وفرنسا بإخضاع ليبيا لإدارة عسكرية، فكانت برقة وطرابلس تحت إدارة بريطانية، وغدامس-فزان كإقليم عسكري فرنسي مركزها غدامس

### في فترة المملكة الليبية

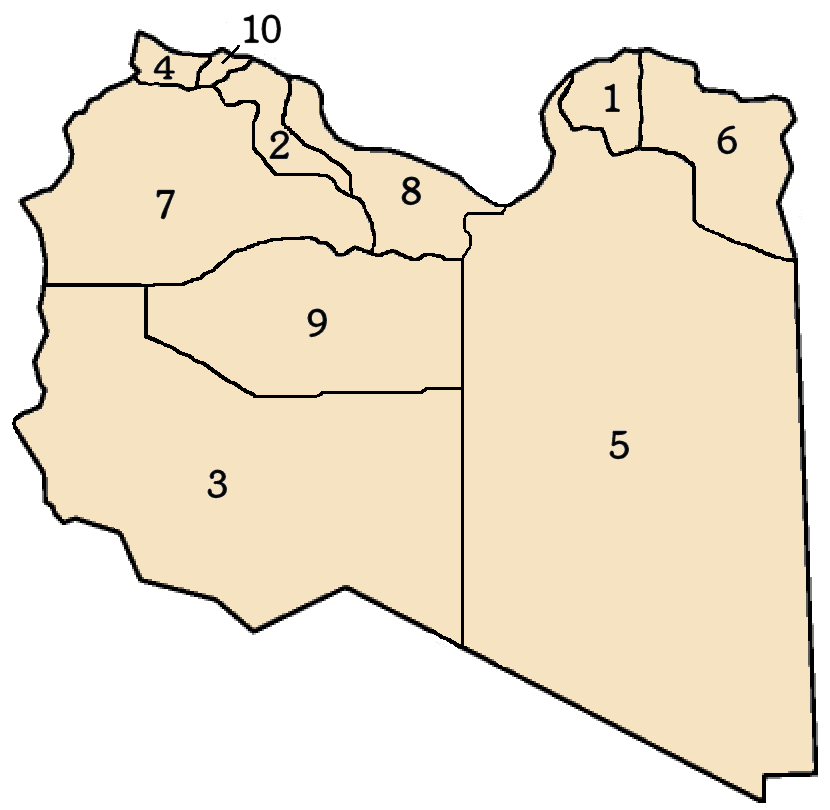
تقسيم المحافظات في المملكة الليبية

قسمت ليبيا حينذاك إلى 10 محافظات وهي:
1. محافظة الجبل الأخضر.
2. محافظة الخمس.
3. محافظة أوباري.
4. محافظة الزاوية.
5. محافظة بنغازي.
6. محافظة درنة.
7. محافظة الجبل الغربي.
8. محافظة مصراتة.
9. محافظة سبها.
10. محافظة طرابلس.

### ثورة الفاتح
بعد ثورة الفاتح تم البقاء على التقسيم السابق بالمملكة الليبية ومن التغيرات الحاصلة بها هو إن محافظة الجبل الغربي أعيد تسميتها إلى محافظة غريان عام 1970 نظراً لكون غريان أكبر منطقة بالمحافظة، وأعيد تسمية محافظة الجبل الأخضر بمحافظة البيضاء عام 1971.
في عام 1983 ألغي التقسيم وأستبدل ب46 بلدية، ثم في عام 1987 قلص العدد إلى 25 بلدية، ثم بعد عام 1995 تم إلغاء تقسيم البلديات وإستبدالها بالشعبيات وكانت تبلغ 13 شعبية وفي عام 1998 أصبحت 26 شعبية ثم في عام 2001 أصبحت 32 شعبية ثم في عام 2007 استقرت في 22 شعبية.

شعبيات ليبيا من عام 2007

شعبيات ليبيا (2001-2007)

الشعبيات 22 هي كالتالي:
1. البطنان
2. درنة
3. الجبل الأخضر
4. المرج
5. بنغازي
6. الواحات
7. الكفرة
8. سرت
9. مصراتة
10. المرقب
11. طرابلس
12. الجفارة
13. الزاوية
14. النقاط الخمس
15. الجبل الغربي
16. نالوت
17. الجفرة
18. وادي الشاطئ
19. سبها
20. وادي الحياة
21. غات
22. مرزق

الشعبيات 32 (2001-2007) هي كالتالي:
1. إجدابيا
2. البطنان
3. الحزام الأخضر
4. الجبل الأخضر
5. الجفارة
6. الجفرة
7. الكفرة
8. المرج
9. المرقب
10. النقاط الخمس
11. القبة
12. الواحات
13. الزاوية
14. بنغازي
15. بني وليد
16. درنة
17. غات
18. غدامس
19. غريان
20. مرزق
21. مزدة
22. مصراتة
23. نالوت
24. تاجوراء والنواحي الأربع
25. ترهونة ومسلاتة
26. طرابلس
27. سبها
28. سرت
29. شعبية صبراتة وصرمان
30. وادي الحياة
31. وادي الشاطئ
32. يفرن

### بعد الإطاحة بسلطة معمر القذافي
بعد الإطاحة بسلطة معمر القذافي، لا يزال يتم العمل على نظام الشعبيات بشكل مؤقت وعلى الرغم من أصدار مجلس الوزراء قرار بشأن نظام الإدارة المحلية، وهي المحافظات والبلديات والفروع البلدية والمحلات، إلا إنه لا زالت المحافظات لم تتكون ولا زالت بعض البلديات في قيد انتخاب مجالسها البلدية